# Ong Keng Yong

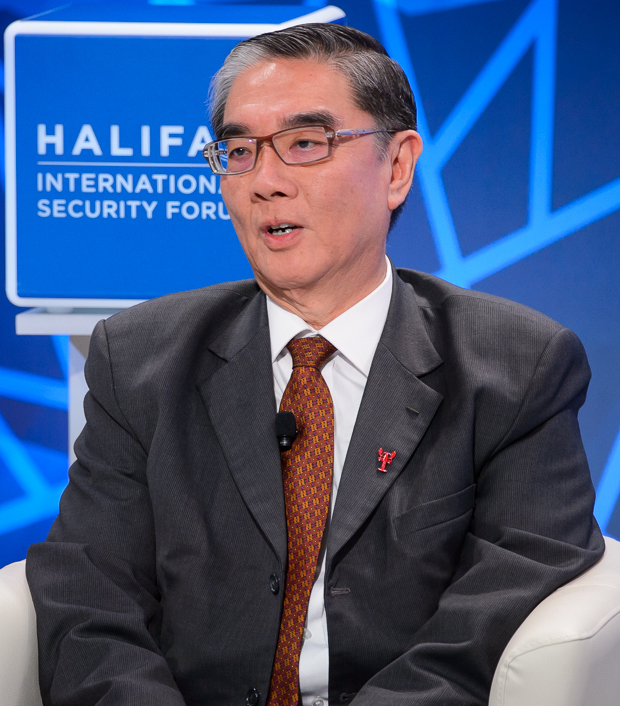
Ong Keng Yong

Ong Keng Yong (chinesisch 王景荣, Pinyin Wáng Jǐngróng, * 6. Januar 1955) ist ein singapurischer Diplomat.

## Werdegang
1979 erhielt Ong einen Bachelor of Laws an der National University of Singapore und 1983 einen Master in Arabische Studien mit Auszeichnung an der Georgetown University in Washington, D.C. (Vereinigte Staaten).
Ong war von 1984 bis 1988 Charge d’Affaires an der Botschaft Singapurs in Riad (Saudi-Arabien), danach folgte bis 1991 die Position des Beraters und stellvertretenden Hochkommissars am singapurischen Hochkommissariat in Kuala Lumpur(Malaysia) und bis 1994 des Minister Counsellor und stellvertretenden Botschafters in der singapurischen Botschaft in Washington. Die folgenden zwei Jahre war Ong Pressesekretär des Außenministers von Singapur und Pressesprecher des Ministeriums. Von 1996 bis 1998 war er singapurischer Hochkommissar in Indien und in Personalunion Botschafter Singapurs für Nepal und von 1999 bis 2002 Chief Executive Director der People’s Association, die dem Kultusministerium Singapurs unterstellt ist. Parallel war Ong von 1998 bis 2002 Pressesekretär von Singapurs Premierminister Goh Chok Tong und stellvertretender Sekretär im Ministerium für Information, Kommunikation und Kunst (MITA).
Am 1. Januar 2003 übernahm Ong vom Filipino Rodolfo C. Severino das Amt des Generalsekretärs der ASEAN. Die Übergabezeremonie fand am 6. Januar im indonesischen Jakarta statt. Am 31. Dezember 2007 endete Ongs fünfjährige Amtszeit regulär. Ihm folgte der Thailänder Surin Pitsuwan. Von 2008 bis 2011 war Ong Direktor des Institute of Policy Studies (IPS) der Lee Kuan Yew School of Public Policy in der National University of Singapore. Gleichzeitig war er singapurischer Botschafter für den Iran mit Sitz in Singapur. Danach folgte das Amt des singapurischen Hochkommissars in Malaysia bis 2014.
2014 übernahm Ong von Barry Desker das Amt des Executive Deputy Chairman der S. Rajaratnam School of International Studies (RSIS) in Singapur. Ong ist zudem Direktor des Institute of Defence and Strategic Studies (IDSS), das Teil der RSIS ist. Außerdem ist er als Ambassador-at-Large im singapurischen Außenministerium seit 2014 Hochkommissar für Pakistan mit Sitz in Singapur. Weiter ist Ong Vorsitzender der Singapore International Foundation (SIF).

## Auszeichnungen
1997 erhielt Ong in Singapur die Public Administration Medal in Siber und 2002 die Long Service Medal . 2008 wurde ihm die singapurische Meritorious Service Medal, 2007 die Freundschaftsmedaille der Demokratische Volksrepublik Laos und im selben Jahr die Medal of Sahametrei des Königreichs Kambodscha verliehen.

## Familie
Ong ist mit Irene Tan Lee Chen verheiratet.